# Antonín Kratochvil (Schriftsteller)
Antonín Kratochvil (* 31. August 1924 in Brünn; † 11. Dezember 2004) war ein tschechischer Schriftsteller und Präsident des Exil-PEN-Clubs.

## Leben
Bis 1945 besuchte er das Gymnasium in Brünn, studierte danach Geschichte und tschechisch. 1948 schloss man ihn aus politischen Gründen von weiterem Studium aus.
Ein Jahr davor begann er als Redakteur in der Zeitung Lidové obrody, einer prokatholisch orientierten Publikation, in der er bis 1952 arbeitete. Im gleichen Jahr emigrierte er nach Deutschland.
In München bewarb er sich bei dem Rundfunksender Radio Free Europe an und schrieb 1954 seine Doktorarbeit in Philosophie. Im Rundfunksender Freies Europa und Stimme Amerikas betreute er Sendungen, die sich mit Persönlichkeiten der tschechischen Literatur befassten.
Nach der Samtenen Revolution 1989 blieb er in München, hielt aber auch Vorträge in Pilsen und Brünn.

## Werke
Er publizierte in einer Reihe von Exilzeitschriften wie Proměny, Archa und Nový život. Kratochvil verlegte von 1952 bis 1962 daneben seine eigene Edition Lucernička und von 1956 bis 1964 Kamenný krb. Er schrieb einige Bücher über das Barock und nach November 1989 erschienen in Prag drei Bücher seiner Vorträge an der Rundfunkuniversität.

### Buchveröffentlichungen
- Kniha konvertity, 1948
- Peníz exulantův, München 1952
- Kniha esejů, München 1959
- Poutník neznámých oceánů, 1959
- Kniha setkání, Norman 1962
- Die kommunistische Hochschulpolitik in der Tschechoslowakei. Geschichte und Analyse der Entwicklung bis zur Gegenwart, München 1968
- Bibliografie krásné české literatury vydané v exilu (1948 bis 1967), Rom 1968
- Dichter ohne Heimat. Tschechische und slowakische Exilschriftsteller, München 1970
- Žaluji 1–3. 1. Stalinská justice v Československu, München 1973
- Vrátit slovo umlčeným, Haarlem 1975
- Básníci ve stínu šibenice, Rom 1976
- Via dolorosa. Poezie Z. Rotrekla, V. Renče, J. Palivce, Toronto 1977, 1990
- 3. Cesta k Sionu, Haarlem 1977
- Abendgespräche mit Luis Trenker. München: Athos 1980. ISBN 3-88499-008-X
- Oheň baroka. Kavalíři písně, mystici a asketové v české barokní literatuře, München 1984, Brno 1991
- Das Böhmische Barock. Ausgewählte Kapitel aus der tschechischen Kulturgeschichte, München 1989. ISBN 978-3925967214
- ... za ostnatými dráty a minovými poli. Vývojové tendence v české exilové literature v l. 1948–68, München – Brno 1993. ISBN 978-3925967252

### Sammlungen
- Kommunismus in Geschichte und Gegenwart, Bonn 1964
- Jan Amos Komenský a moderní pedagogika, Stuttgart 1971
- Sozialismus und/oder Freiheit, Berlin 1976
- Slovo a naděje, Rom 1978
- Filosofie Karla Máchy v kontextu evropského myšlení, Rozhlasová univerzita Svobodné Evropy, München – Praha 1993

### Editionen
- K. Mácha: Philosophia perennis, München 1982
- Rozhlasová univerzita Svobodné Evropy 1–2 (1. München – Praha 1993, 2. München – Brno – Plzeň 1994).

## Biographie
- K. Mácha: Böhmisches Barock und seine Seele. Dr. Antonin Kratochvil die katholische Literaturkritik des 20. Jhs., in Antonín Kratochvil Das Böhmische Barock, München 1989
- Z. Rotrekl: Skrytá tvár české literatury, 1991
- Slovo v úzkosti a naději. Sammlung zum 70jährigen Geburtstag Antonin Kratochvils., Edition Z. Rotrekl, K. Mácha, 1994
- Slovník českých spisovatelů od r. 1945, 1995.